# جبريل فيلار
جبريل فيلار (بالفرنسية: Noël-Gabriel-Luce Villar)‏ هو سياسي فرنسي، ولد في 13 ديسمبر 1748 في تولوز في فرنسا، وتوفي في 26 أغسطس 1826. انتخب نائب فرنسي.